# Маженов, Ахметжан

Мемориальная доска на доме по адресу — Байтурсынова78/1 (угол Абая) где жил А. Маженов

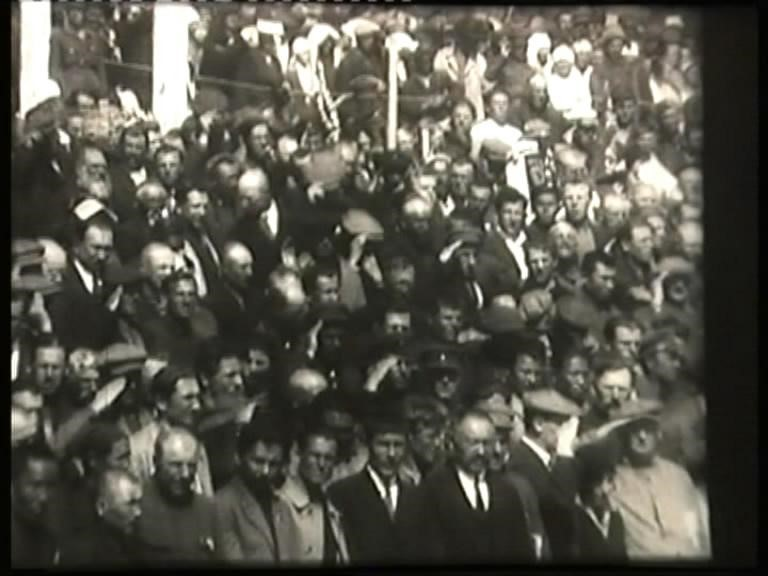
Смычка Северного и Южного участка Турксиба 21 апреля 1930-го года. В первом ряду снизу: 2-й (в профиль) — Ахметжан Маженов, 3-й — Владимир Шатов, 7-й — Мухамеджан Тынышпаев. Источник: Центральный Архив КазССР

Ахметжан Маженов (1901 год, аул № 8, Жарминский район, Семипалатинская область —1983 год, Алма-Ата) — рабочий-железнодорожник, участник крупнейшей стройки Турксиба в 1927—1930 гг.

## Биография
Родился в 1901 году в ауле № 8 (ныне г. Чарск) Жарминского района Семипалатинской области.
До участия в строительстве Турксиба работал разнорабочим у кулаков за Иртышом, затем чернорабочим, строил железнодорожную ветку к одному из рудников в Восточном Казахстане. В 1927 году пришёл на строительство Турксиба, на Северный участок дороги. Первое время работал на земляных работах, затем укладчиком, потом костыльщиком.
После окончания стройки Ахметжан Маженов работал слесарем, ремонтировал паровозы в локомотивном депо г. Аягуза. В годы Великой Отечественной войны работал кондуктором, сопровождал на фронт составы с артиллерийскими орудиями и снарядами, в Казахстан — со станками эвакуированных подмосковных и донецких заводов. После войны до ухода на пенсию работал главным кондуктором в Аягузском резерве, сопровождая в рейсах грузовые поезда.
Умер в г. Алма-Ате 1983 году.
Семья и потомки
Супруга — Кульзия Баймолдакызы.
Дети — Марзия Маженова (Ленинградский государственный университет, востоковедение, кандидат филологических наук), Мурат Маженов (кандидат технических наук), Нагима Маженова (кандидат экономических наук), Нурлан Маженов (кандидат физико-математических наук), Нурбек Маженов (кандидат экономических наук).
Известные потомки: Жания Аубакирова, дочь Марзии Маженовой — казахская пианистка, педагог, профессор и ректор Казахской национальной консерватории имени Курмангазы. Народная артистка Республики Казахстан. Лауреат Государственной премии Республики Казахстан.

## Интересные факты
- Забил «серебряный» костыль на месте стыковки рельсов — станции Огыз-Корган (переименованной по этому поводу в Айна-Булак — «Зеркальный Ручей»). Торжественное мероприятие по забиванию «серебряного» костыля состоялось в 12 часов дня 28 апреля 1930 года, на 8 месяцев раньше срока. На торжественном митинге выступили Т. Рыскулов (заместитель председателя СНК РСФСР, репрессирован в 1938 г.), У. Исаев (председатель СНК Казахстана), Шафиков (председатель ЦИК Башкирии), Сен-Катаяма (член президиума исполкома Коминтерна), а также генеральный консул Китая в Семипалатинске Мо-Вей-Тун. На открытие прибыли корреспонденты со всей страны, в том числе, представляющие газету «Гудок» Илья Ильф и Евгений Петров. В их широко известном романе «Золотой теленок» Турксиб именуется «Восточная Магистраль», место смычки — «Гремящий ключ», станция Луговая — станция «Горная», а подпольный миллионер Александр Иванович Корейко, которого настиг главный герой книги, работает табельщиком в «Северном укладочном городке».
- В 1929 году на экраны вышел полнометражный документальный фильм «Турксиб», режиссёра В. А. Турина.

## Память
- В г.Аягозе в честь А. Маженова названа одна из улиц возле железнодорожного вокзала, где он жил до 1973 года.
- В 2005 году была установлена мемориальная доска на доме по адресу: ул. Байтурсынова, д. 78/1 (угол ул. Абая), где жил А. Маженов.

## Награды
- Орден Трудового Красного Знамени РСФСР — решением Центрального Исполнительного Комитета и Совета Народных Комиссаров СССР от 19 апреля 1930 года за особо проявленную энергию в строительстве Турксиба.

## Галерея

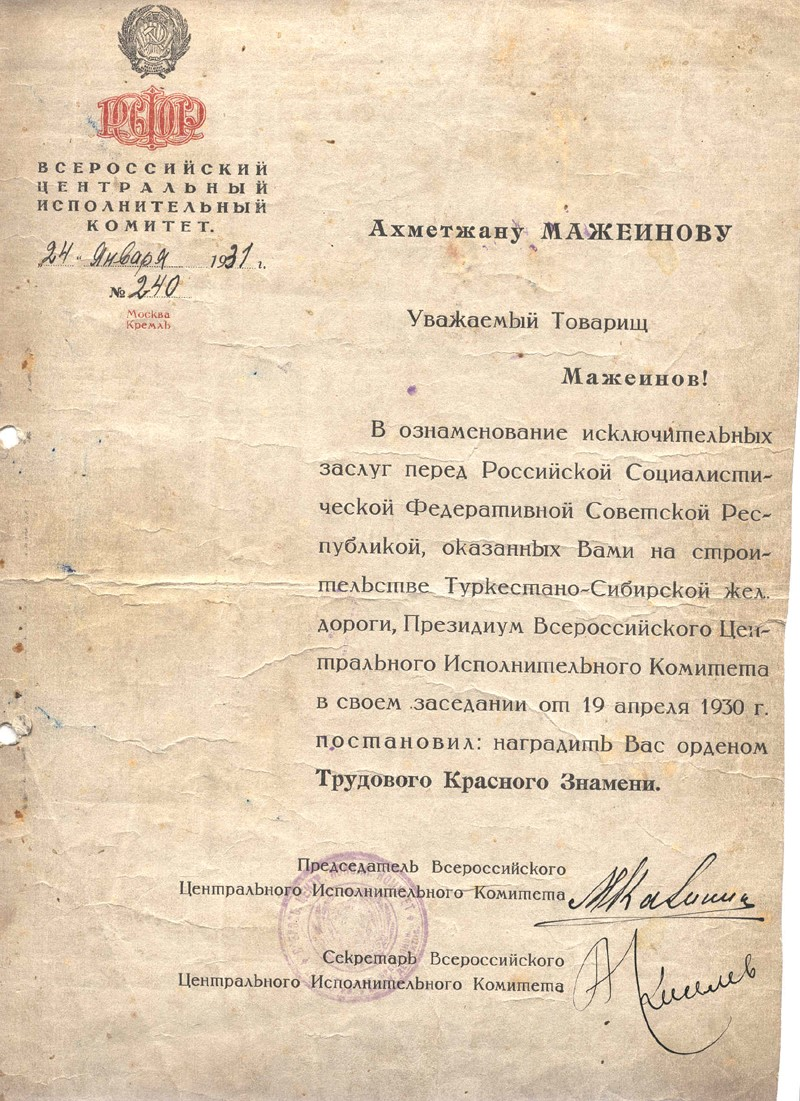
Постановление ВЦИК о награждении А.Маженова Орденом Трудового Красного Знамени
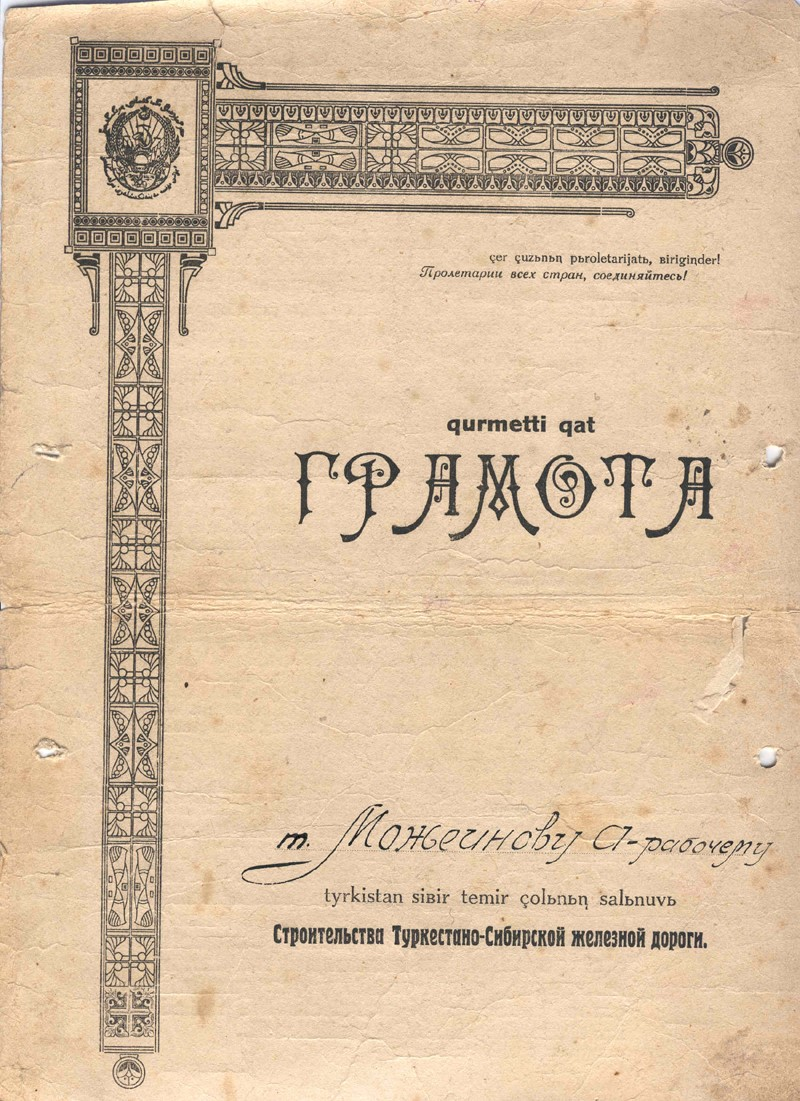
Грамота КазЦик на имя А.Маженова
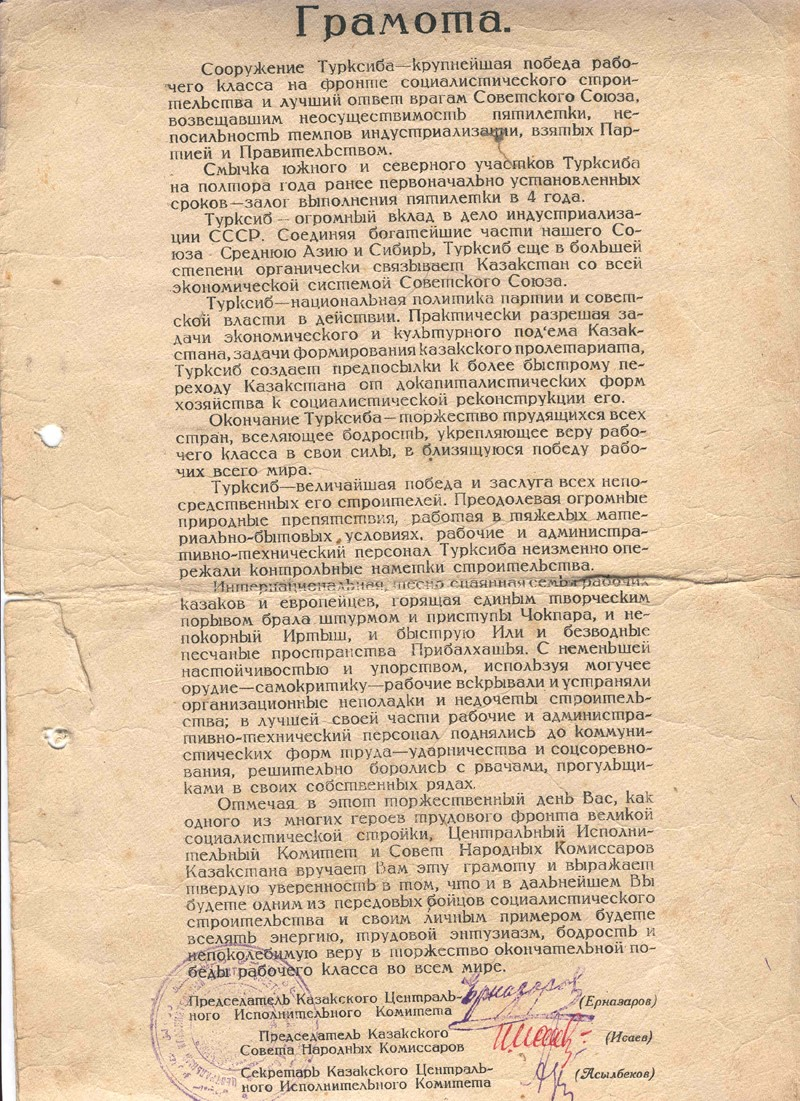
Текст грамоты КазЦик на русском языке
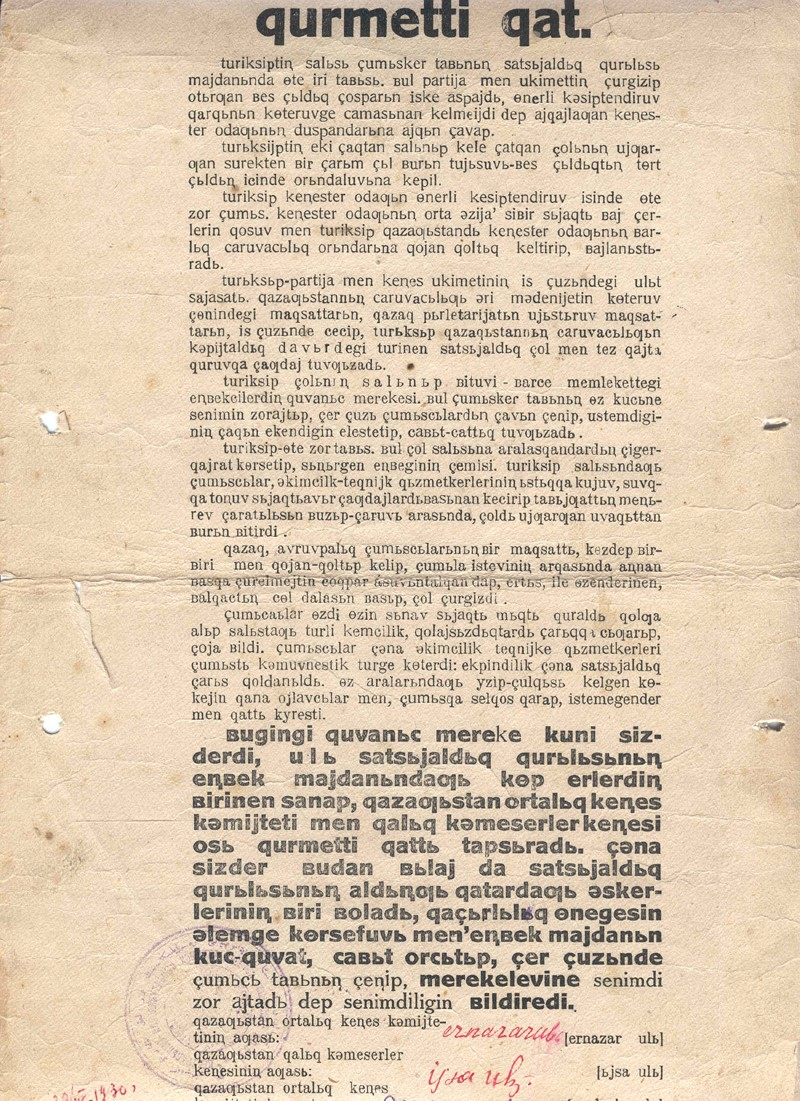
Текст грамоты КазЦик на казахском языке